# NGC 3519
NGC 3519 (другие обозначения — OCL 844, ESO 128-SC30) — рассеянное скопление в созвездии Киля. Открыто Джоном Гершелем в 1834 году.
Высказывались сомнения, что данный объект является звёздным скоплением, а не астеризмом, однако анализ его диаграммы Герцшпрунга — Рассела показал, что это скопление, удалённое на 2 килопарсека от Земли, с возрастом 400 миллионов лет. Сомнения в природе объекта были вызваны тем, что в распределении звёзд спектрального класса B в скоплении не было замечено отличий от поля, но позже выяснилось, что в силу возраста скопления в нём уже не должно было остаться таких звёзд.
Этот объект входит в число перечисленных в оригинальной редакции «Нового общего каталога».